# La niña de azul
La niña de azul es un óleo sobre lienzo de 116 x 73 cm creado en 1918 por el pintor italiano Amedeo Modigliani.
Forma parte de una colección privada y fue expuesto excepcionalmente en el Museo de la ciudad de Livorno entre el 11 de julio de 2019 y el 16 de febrero de 2020 con motivo de la exposición celebrada con motivo del centenario de la muerte del artista. La pintura parece haber sido ejecutada poco antes de que Modigliani partiera hacia Niza.

## Descripción
Es una de las raras pinturas de Modigliani en las que el  protagonista está representado de cuerpo entero. Inmediatamente destacan los ojos de iris de color azul celeste, con las pupilas como la punta de un alfiler, que dan una sensación casi hipnótica. Los rasgos del rostro y las manos de la niña parecen extremadamente precisos y detallados, mientras que el vestido y el suelo están representados con mucho menos detalle. Hay muchos ecos cromáticos entre la parte superior e inferior de la obra, como el color de las botas de la niña que coincide con el color de su cabello.
La pintura representa a una niña de frente con el rostro un poco inclinado hacia la derecha. Lleva un peinado sobrio con el cabello castaño oscuro recogido hacia arriba con una cinta rosa anudada con un lazo mientras unos mechones caen sobre la frente. La protagonista tiene una mirada tímida y algo incómoda. Lleva un vestido azul claro decorado con un gran cuello blanco. En los pies lleva unos botines altos que le llegan hasta las pantorrillas. La pequeña se encuentra en el centro del cuadro y adopta una postura algo rígida, tomándose las manos cortésmente. Finalmente, el suelo está formado por baldosas marrones imprecisas. Las dos paredes claras hacen esquina detrás de la protagonista. La sombra de la niña se proyecta sobre la pared y el suelo a la derecha del espectador.